# Denkökonomie
Das Prinzip der Denkökonomie ist in der positivistischen Philosophie ein Instrument zur Evaluation wissenschaftlicher Theorien und Erklärungen. Die ökonomischste, mit den wenigsten Zusatzannahmen auskommende Theorie sei jeweils zu bevorzugen, so die knappe, aber unter ökonomischen Gesichtspunkten noch nichtssagende Formulierung. Im Computerkontext (ab 1935) wurde diese Aufgabenstellung fassbar: als Kosten von Rechenzeiten und Aufwände an Rechnerarchitektur (vgl. Turingmaschine, Problemaufspaltung und Simultanverarbeitung). Schließlich wird Denkökonomie auch in biochemischen und gehirnphysiologischen Kontexten erforscht (Bio-Informationsverarbeitung, Biosemiotik). Offenkundige Aufgaben und Einsatzbereiche sind Volksbildung (Otto Neurath), Wissenspräsentation (Diagrammatik) und Informationsspeicherung.

## Geschichte
Aus dem Nominalismus und den Universalienstreit des 13. und 14. Jahrhunderts ergaben sich Fragestellungen, die zu Ockhams Rasiermesser führten: Entia non sunt multiplicanda praeter necessitatem. Dieser Satz stammt nicht von Ockham selbst, sondern wurde von Johannes Clauberg 1654 geprägt. Philosophische Entitäten – Wirkungsmechanismen, Substanzen, transzendente Akteure – solle man nicht (in Erklärungen) einführen, es sei denn, sie seien unerlässlich. Von mehreren Theorien, die die gleichen Sachverhalte erklären, sei die einfachste vorzuziehen.
Kant will dieser Sparsamkeit aber auch noch eine tiefere Bedeutung geben. Die „Ersparung der Prinzipien“ sei nicht bloß „ein ökonomischer Grundsatz der Vernunft, sondern ein inneres Gesetz der Natur“, nicht „ein bloß ökonomischer Handgriff der Vernunft, um sich so viel als möglich Mühe zu ersparen“ schreibt Kant in der Kritik der reinen Vernunft. Es gibt Grund zu der Annahme, dass in der Mannigfaltigkeit der Erscheinungen eine – dem Grad nach nicht letztgültig zu bestimmende – Gleichartigkeit der Prinzipien anzutreffen ist, wodurch empirische Begriffe und damit Erfahrung überhaupt erst ermöglicht wird.
Als Vater der Denkökonomie gilt Richard Avenarius, auch wenn sich bei ihm der Begriff vermutlich nicht findet. Geburtsdatum ist die Habilitation mit ihrem programmatischen Titel: 'Philosophie als Denken der Welt gemäß dem Prinzip des kleinsten Kraftmaßes. (Leipzig 1876). Ernst Mach führt solche Fragen im naturwissenschaftlichen Anwendungskontext fort: Erkenntnis und Irrtum (1905) klingt auch schon fast nach trial and error, nach dem Programm – oder im Machschen Volkshochschulstil gesprochen: den Schöpfungsgrundlagen – einer Ökonomie der Erkenntnisevolution.
Mach und Avenarius wurden auch im naturwissenschaftlichen Kontext genutzt (Einstein, Schrödinger). Lenin bestritt dies in seiner Kritik am Empiriokritizismus im Rahmen des Dialektischen Materialismus.
Richard Hönigswald, ein Meinong-Schüler, adaptierte die aktuellen Fragen für seinen Begriffs- und Systemaufbau. Bereits vor dem Ersten Weltkrieg publizierte er seine Prinzipien der Denkpsychologie (1913). Hier werden in einer intentionsphilosophisch infizierten Transzendentalphilosophie explizit denkökonomische Fragen diskutiert.
Der Wiener Kreis – Mach war bereits nach München umgezogen und noch im Krieg verstorben – griff solche Gedanken wieder auf, dort wurde auch eine Rückbesinnung auf Ockham und Bacon angestrebt. Popper und Wittgenstein, zwei Antipoden dort, setzten ihre auch diesbezüglichen Forschungen in England fort. Poppers Logik der Forschung, noch vor dem Exil erschienen, bildete die Grundlage für das Programm einer fallibilistischen und kompetitiven Denkökonomie. So war – zum Beispiel über Feyerabend und Kuhn – der Weg offen auch zu einer Ökonomie des Wissenschaftsbetriebes oder – diesem Zugang gegenüber kritische – zur empirischen Wissenschaftsforschung.
Wittgenstein wiederum lehrte in Cambridge von 1937 bis 1939 die Grundlagen der Mathematik. Alan Turing, der diese Vorlesungen besuchte, arbeitete bereits seit 1935 mit Computern aus menschlichen Wesen („paper machines“), schlicht weil sie damals billiger und schneller waren als komplizierte Maschinenentwicklungen und doch ausreichend Material boten zur Abgrenzung von a) möglichem und b) rekursiv möglichem Denken. Der Disput über Wissensarchitektur zwischen dem Philosophen des Mysteriums des Lebens und dem Kognitionspraktiker der logisch-technischen Machbarkeit nahm ein Ende, als Turing nicht mehr in die Vorlesungen ging. Wittgenstein beharrte gegenüber solchen bürgerlichen Denkern mit ihren kaufmännischen Zielen auf einer unvorstellbaren nächsthöheren Dimension aller Logik, um als Sand im Ablauf analytischen Denkens zu knirschen. Turing setzt dem Wittgensteinschen Fundamentalismus mathematischer Grundlagenfragen entgegen, dass es darauf ankomme, ob der feindliche Code geknackt werden könne oder nicht, ob die Brücke die Lasten trage oder wegen eines Rechenfehlers bzw. einer falschen Formel zusammenbreche.